# Слово любви
Слово любви (серб. Слово љубве) — средневековая лирическая поэма на сербославянском языке, написанная в первом десятилетии XV века сербским правителем Стефаном Лазаревичем.

## История
Произведение написано в первом десятилетии XV века, в 1404 или 1409 годах. Это своеобразное поэтическое письмо, в котором автор Стефан Лазаревич обращается к неназванному близкому человеку, у которого с ним плохие отношения. По этой причине считается, что адресатом произведения является брат Стефана Лазаревича, Вук Лазаревич, с которым князь в то время находился в открытом конфликте. Подлинник «Слова любви» сгорел во время бомбардировки Белграда в 1941 году.

## Описание
Пьеса разделена на десять строф, первые буквы которых образуют акростих, образующий стихотворное слово любви. Историк сербской средневековой литературы Димитрий Богданович в том, как природа представлена в тексте, видит элементы, характерные для эпохи Возрождения, а не Средневековья.